# L'execució
L'execució (també coneguda com a The Execution; originalment en rus, Казнь; transliterat, Kazn) és una pel·lícula de thriller russa del 2021 dirigida per Lado Kvatania. Es va projectar per primer cop al Fantastic Fest, d'Austin, de 2021 i es va estrenar a Rússia el 21 d'abril de 2022. S'ha doblat i subtitulat al català per FilminCAT.

## Sinopsi
La pel·lícula parla d'un investigador anomenat Issa Davidov que, deu anys després d'investigar una sèrie d'assassinats brutals, descobreix que es va condemnar a persones innocents acusades del crim.

## Repartiment
- Niko Tavadze com a Issa Davidov
- Iúlia Sniguir com a Vera
- Viktória Tolstogànova com a Nadejda
- Danil Spivakovski com a Miron
- Ievgueni Tkatxuk com a Ivan Sevastianov
- Aglaia-Daria Tarassova com a Kira